# Francisco da Cruz
Francisco da Cruz, O.A.D. (Vila Viçosa, cerca de 1513 - Ribeira Grande, 19 de janeiro de 1571) foi um frade agostiniano e prelado português da Igreja Católica, bispo de Santiago de Cabo Verde.

## Biografia
Nascido em Vila Viçosa, pouco se sabe de sua vida secular, apenas que era da Ordem dos Eremitas de Santo Agostinho. Foi nomeado como bispo-coadjutor de Coimbra em 3 de julho de 1545, quando recebeu o título de bispo-titular de Hippo Regius.
Após a morte de D. João Parvi em Cabo Verde, a diocese ficou em sede vacante por vários anos, até que Frei Francisco da Cruz foi proposto como seu sucessor, ainda sem ter sucedido na Sé de Coimbra, tendo seu nome confirmado em Consistório de 18 de agosto de 1553. Estabeleceu-se em Ribeira Grande, onde conduziu o tribunal da Inquisição portuguesa ali e mandou erigir a Sé Catedral, em 1556.
Em 12 de fevereiro de 1569, recebeu de D. Sebastião de Portugal a mercê de 100$000 reais para realizar as visitas pastorais necessárias, já que sua jurisdição ia, além das ilhas de Cabo Verde, a Guiné e outras áreas no continente. Além dessa mercê, recebeu outra, para o pagamento dos padres e do cabido, que reclamaram receber pouco. Já em 12 de janeiro de 1570, Dom Sebastião remeteu nova mercê, agora de 200$000 reais para a ereção do Seminário de Cabo Verde, em cumprimento da decisão tomada no Concílio de Trento, sediado em Santiago.
Morreu provavelmente em 19 de janeiro de 1571, em Ribeira Grande.